# C・A・シュタインハイル&ゼーネ
C・A・シュタインハイル&ゼーネ (C.A. Steinheil & Söhne) はかつてドイツに存在したカメラとレンズのメーカーである。古くは望遠鏡も製造していた。一般には「シュタインハイル」と略称される。
創業者はカール・アウグスト・フォン・シュタインハイルとその息子アドルフ・フーゴー・シュタインハイル。
レンズブランドに「カッサー」「カッサリット」「カッサロン」「クルミゴン」「クルミナー」「クイナー」「クイノン」などがある。自社ボディーだけでなくボルシー、ブラウン、セルト (Certo)、ガンマ (Gamma)、フランツ・コッホマン、イルフォード、ウェルタなどにレンズを供給するとともにM42マウント、ライカマウント、エクサクタマウントでレンズを製造していた。

## 歴史
- 1839年 - カール・アウグスト・フォン・シュタインハイルがオーストリアのグロッシェン銀貨の片面を研磨してダゲレオタイプの原板とする全金属製小型カメラを製造した[1]。
- 1855年 - ミュンヘンに工学機械工場を建設[1]。レンズや顕微鏡の生産を開始した。
- 1862年 - 経営をアドルフ・フーゴー・シュタインハイルが引き継いだ。
- 1866年 - アプラナートを満たすレンズを設計。
- 1895年 - この頃から写真乾板を使用するマガジンカメラ、ハンドカメラ、ステレオカメラなどを生産した[1]。

## カメラ製品一覧

### 写真銀板使用カメラ
- グロッシェンカメラ（1839年[1]12月発表[2]） - オーストリアのグロッシェン銀貨[2][1]の片面を磨いてミノックスとほぼ同じ8.6×11.5 mm判[2]の原板とした[3]カメラ。ボディサイズもミノックスとほぼ同じ大きさしかない[4]。レンズはアクロマート20.3 mm F7.2, ピント合わせはヘリコイド[2]。ミュンヘン市立写真映画博物館に当時の図面から再現した[2]復元機がある[4]。日本では2008年3月19日から3月22日まで開催されたフォトイメージングエキスポ2008における日本カメラ博物館ブース[5]や、2011年10月22日から2012年1月29日まで佐賀県立宇宙科学館で開催された企画展「撮る」テクノロジー〜ありのままを記録する技術〜にてレプリカが展示された[6]。

### 写真乾板使用カメラ
- ディテクティブカメラ（1888年発売[7]） - 大手札（9×12 cm）判写真乾板を1枚1枚鉄製シースに入れた上で「レザーチェンジングボックス」と呼ばれるマガジンに12枚装填し、革製の袋の中で次々に交換ながら撮影できるようになっていた[7]。レンズはアクロマチックダブレットで、ピント合わせはマガジンを外して磨りガラスを当て、カメラ上部にあるノブで前箱を繰り出すラック・アンド・ピニオン式[7]。シャッターはロータリーセクターの単速[7]。

### 135フィルム使用カメラ
- カスカI（Casca I, 1948年発売） - 専用バヨネット式のレンズマウントを持っておりレンズ交換が可能。距離計はない。シャッタースピードはB, 1/25 - 1/1000秒。レンズはアタッチメントφ40.5 mmねじ込みのクルミナー5 cm F2.8.
- カスカII（Casca II, 1949年発売） - カスカIを距離計連動にした改良型[1]ではあるがレンズマウントが変更されレンズの互換性はない。レンズはクイノン5 cm F2, クルミナー5 cm F2.8, クルミナー8.5 cm F2.8, クルミナー13.5 cm F4.5. シャッタースピードはB, 1/2 - 1/1000秒。ブライトフレームの採用でライカM3より先行するなど当時としては最新鋭のカメラとなった。

## レンズ製品一覧

### M42マウント
M42マウントレンズの一覧#シュタインハイル

### エクサクタマウント
エクサクタマウントレンズの一覧#シュタインハイル

### ライカマウント
ライカマウントレンズの一覧#シュタインハイル